# 19곰 테드
《19곰 테드》(영어: Ted)는 2012년 개봉한 미국의 코미디 영화이다.

## 이모저모
사실 이 영화는 토이 스토리와 비스무리한 내용을 가지고 있으나 많은 차이점은 있다. 토이 스토리에서는 앤디라는 주인공이 유치원 때부터 우디라는 카우보이 인형을 즐겼고 이외에 버즈 라이디어라는 우주 장난감까지 앤디의 생일 선물로 얻어 이들을 소중하게 여겼다. 그러나 이 PIXAR 만화 영화에서는 전반적으로 장난감들이 살아 움직이긴 했지만 사람들 앞에서는 죽은 척하고 장난감처럼 가만히 있어야만 했다. 게다가 토이 스토리 3에서는 아쉽게도 앤디가 대학교에 합격하고 들어갈 무렵, 우디와 버즈를 비롯해 자기가 예전에 가지고 놀았던 장난감들과 어쩔 수 없는 작별을 해야만 했었다. 반면 이 테드에서는 사람들 앞에서 앤디와 비슷한 나이였던 8살 존이 크리스마스 선물 때에 곰인형 테드를 얻었는데 놀랍게도 곰 인형이 살아움직였고 이후로부터 많은 사람들에게 인기를 끌었다. 게다가 주인공 존은 8살부터 테드를 좋아하면서 앤디와 달리 어쩔 수 없는 작별이 아닌 무려 35살이나 되었음에도 불구하고도 테드를 계속 아끼며 소중하게 다루었고 친하게 지냈다. 테드는 게다가 사람들에게 인기를 끈 나머지 취업까지 해서 여친을 얻었다. 테드는 도중에 낯선 사람에게 납치되었다가 곰 인형이 두 동강이 나서 임시로 죽었으나 테드와 여친이 곰 인형을 다시 몸을 붙여서 다시 되살아났다. 

## 캐스팅
- 마크 월버그 - 존 베넷 (John Bennett)
- 밀라 쿠니스 - 로리 콜린스 (Lori Collins)
- 세스 맥파레인 - 테드 (Ted)
- 지오바니 리비시 - 도니 (Donny)
- 조엘 맥헤일 - 렉스 (Rex)
- 패트릭 워버튼 - 가이 (Guy)